# Плус један (песма)
 Плус један је реп песма и сингл српског репера Огњена Костића Струке.

## Опште информације
Песма је објвљена премијерно објављена 1. марта 2024. године на стриминг сервисима као што су Јутјуб, Спотифај, Дизер, Apple Music, ITunes и Amazon music. Снимљена је у оквиру издавачке куће Mascom Records а гост на вокалу му је музичарка Кејт.
Текст за песму потписује Струка, који ју је написао након смрти оца. Аранжман потписују Dalmo i Dreamer in the cut, на клавијатурама су били Никола Миљковић, Dalmo i Dreamer in the cut и Марко Гачић, док је на виолини Исидора Митић. Душан Миленковић и Dreamer in the cut су на песми били са гитарама, а пратеће вокале потписују Тамара Живковић, Милош Марковић и Исидора Митић.
Вокални аранжман потписује Милош Марковић, док је микс и мастер песме радио Далмо. Аутор фотографије сингла је Биљана Костић.